# Dampierre-en-Burly
Dampierre-en-Burly és un municipi francès, situat al departament del Loiret i a la regió de Centre – Vall del Loira. L'any 2007 tenia 1.209 habitants.

## Demografia

### Població
El 2007 la població de fet de Dampierre-en-Burly era de 1.209 persones. Hi havia 493 famílies, de les quals 134 eren unipersonals (71 homes vivint sols i 63 dones vivint soles), 150 parelles sense fills, 184 parelles amb fills i 25 famílies monoparentals amb fills.
La població ha evolucionat segons el següent gràfic:
Habitants censats

### Habitatges
El 2007 hi havia 582 habitatges, 495 eren l'habitatge principal de la família, 50 eren segones residències i 37 estaven desocupats. 556 eren cases i 22 eren apartaments. Dels 495 habitatges principals, 317 estaven ocupats pels seus propietaris, 164 estaven llogats i ocupats pels llogaters i 14 estaven cedits a títol gratuït; 4 tenien una cambra, 28 en tenien dues, 74 en tenien tres, 164 en tenien quatre i 225 en tenien cinc o més. 393 habitatges disposaven pel capbaix d'una plaça de pàrquing. A 182 habitatges hi havia un automòbil i a 268 n'hi havia dos o més.

### Piràmide de població
La piràmide de població per edats i sexe el 2009 era:
| Homes | Edats   | Dones |
| ----- | ------- | ----- |
| 0     | 95 o +  | 0     |
| 0     | 90 a 94 | 0     |
| 4     | 85 a 89 | 8     |
| 4     | 80 a 84 | 4     |
| 12    | 75 a 79 | 40    |
| 16    | 70 a 74 | 16    |
| 24    | 65 a 69 | 12    |
| 12    | 60 a 64 | 20    |
| 20    | 55 a 59 | 20    |
| 48    | 50 a 54 | 32    |
| 20    | 45 a 49 | 28    |
| 60    | 40 a 44 | 36    |
| 72    | 35 a 39 | 56    |
| 56    | 30 a 34 | 72    |
| 28    | 25 a 29 | 48    |
| 28    | 20 a 24 | 20    |
| 36    | 15 a 19 | 44    |
| 32    | 10 a 14 | 24    |
| 44    | 5 a 9   | 36    |
| 44    | 0 a 4   | 28    |

## Economia
El 2007 la població en edat de treballar era de 812 persones, 620 eren actives i 192 eren inactives. De les 620 persones actives 577 estaven ocupades (342 homes i 235 dones) i 43 estaven aturades (19 homes i 24 dones). De les 192 persones inactives 61 estaven jubilades, 65 estaven estudiant i 66 estaven classificades com a «altres inactius».

### Ingressos
El 2009 a Dampierre-en-Burly hi havia 527 unitats fiscals que integraven 1.291,5 persones, la mediana anual d'ingressos fiscals per persona era de 19.095 €.

### Activitats econòmiques
Dels 55 establiments que hi havia el 2007, 10 eren d'empreses extractives, 1 d'una empresa alimentària, 3 d'empreses de fabricació d'altres productes industrials, 6 d'empreses de construcció, 11 d'empreses de comerç i reparació d'automòbils, 1 d'una empresa de transport, 5 d'empreses d'hostatgeria i restauració, 1 d'una empresa financera, 3 d'empreses immobiliàries, 8 d'empreses de serveis, 3 d'entitats de l'administració pública i 3 d'empreses classificades com a «altres activitats de serveis».
Dels 12 establiments de servei als particulars que hi havia el 2009, 2 eren tallers de reparació d'automòbils i de material agrícola, 1 paleta, 2 guixaires pintors, 2 fusteries, 1 lampisteria, 1 perruqueria i 3 restaurants.
Dels 3 establiments comercials que hi havia el 2009, 1 era una gran superfície de material de bricolatge, 1 una botiga de més de 120 m² i 1 una botiga de menys de 120 m².
L'any 2000 a Dampierre-en-Burly hi havia 33 explotacions agrícoles que ocupaven un total de 792 hectàrees.

## Equipaments sanitaris i escolars
El 2009 hi havia 1 escola maternal i 1 escola elemental.

## Poblacions més properes
El següent diagrama mostra les poblacions més properes.